# Лошите момчета 2
„Лошите момчета 2“ (на английски: The Bad Guys 2) е американски анимационен филм от 2025 г., продължение на „Лошите момчета“ (2022). Продуциран от „Дриймуъркс Анимейшън“ в разпространение от „Юнивърсъл Пикчърс“, режисьор е Пиер Перифел, продуцент е Деймън Рос, а озвучаващият състав се състои от Сам Рокуел, Марк Марън, Крейг Робинсън, Антъни Рамос, Акуафина, Ричард Айоади, Зази Бийц, Лили Сингх и Алекс Борстийн, които се завръщат в ролите си след първия филм, а Даниел Брукс, Наташа Лион и Мария Бакалова се присъединяват в състава.
Премиерата на филма се състои във Великобритания на 25 юли 2025 г., и излиза по кината в Съединените щати на 1 август 2025 г.

## Актьорски състав
- Сам Рокуел – Господин Вълк
- Марк Марън – Господин Змия
- Крейг Робинсън – Господин Акула
- Антъни Рамос – Господин Пираня
- Акуафина – Госпожа Тарантула
- Даниел Брукс – Кити Кет
- Наташа Лион – Дуум
- Мария Бакалова – Пигтейл Петрова[5]
  - Бакалова я озвучава в българския дублаж.
- Зази Бийц – Даян Лисингтън
- Алекс Борстийн – Полицай Мисти Лъджинс
- Ричард Айоади – Професор Рупърт Мармалад Четвърти
- Лили Сингх – Тифани Флъфит
- Омид Джалили – господин Соломон
- Колин Джост – господин Муун
- Хайме Камил – Хорхе
- Майкъл Годере – Крейг
- Кери Стейбълс – Морийн, секретарка на Даян
  - Катрин Райън я озвучава в британския дублаж.